# Takamure Itsue
Takamure Itsue (japanska: 高群 逸枝), född 18 januari 1894 i Kumamoto, död 7 juni 1964 i Tokyo, var en japansk poet och författare.
Takamure Itsue, som var en etablerad poet och författare, drog sig vid 37 års ålder tillbaka från offentligen för att ägna återstoden av sitt liv åt studiet av kvinnohistoria. Hon avslöjade bevis för att matrilinjärt (möjligen matriarkaliskt) samhälle hade föregått hade föregått patriarkatet och skrev ett omfattande historiskt verk om japanska kvinnor, publicerat 1964 i fyra volymer.